# پارک ملی لوس آلرسز
پارک ملی لوس آلرسز (به اسپانیایی: Parque nacional Los Alerces) یک پارک ملی در آرژانتین است که در استان چوبوت واقع شده‌است.
پارک ملی لوس آلرسز یکی از آثار کشور آرژانتین است که در استان چوبوت قرار دارد. این مکان با توجه به معیارهای vii, x به عنوان یک مکان طبیعی در فهرست میراث جهانی یونسکو در آرژانتین قرار گرفت.

## موقعیت
این پارک در چوبوت واقع شده‌است.